# Entega Plus
Die Entega Plus GmbH ist ein kommunaler Energieversorger und Telekommunikationsanbieter mit Sitz in Darmstadt. Das Unternehmen ist die Vertriebstochter der Entega (vormals HEAG Südhessische Energie AG) und zu über 93 Prozent Eigentum der HEAG Holding AG – Beteiligungsmanagement der Stadt Darmstadt. Es versorgt unter anderem 376.000 Kunden mit Strom.

## Geschichte
Das Unternehmen wurde 1999 von der HEAG Versorgungs-AG Darmstadt (heute: Entega AG) gegründet. Im Jahr 2000 schlossen die HEAG Versorgungs-AG Darmstadt und die Stadtwerke Mainz ein Vertriebsbündnis. Entega wurde zur gemeinsamen Tochtergesellschaft mit Sitz in Darmstadt.
2010 verkauften die Stadtwerke Mainz ihre Anteile an die HSE.
Im Januar 2001 bot Entega erstmals ein Stromprodukt an, das Anteile aus erneuerbaren Energiequellen enthielt. Im Mai 2007 brachte sie ihr erstes hundertprozentiges Ökostrom-Produkt mit dem Label ok-power auf den Markt. Seit 2008 enthält der Energiemix keinen Atomstrom mehr. Im November 2009 führte Entega einen klimaneutralen Erdgastarif ein.

## Sponsoring
Das Unternehmen war von Juli 2009 bis Juni 2015 Hauptsponsor des Fußballclubs 1. FSV Mainz 05. Die beiden Partner haben Maßnahmen zur Verminderung und Vermeidung des CO2-Ausstoßes durchgeführt bzw. diesen kompensiert. Damit wurde der 1. FSV Mainz 05 im Jahr 2010 der erste klimaneutrale Verein der 1. Fußball-Bundesliga. Noch aus Zeiten der Heag ist die Entega Sponsorpartner im Darmstädter Eishockey, den heutigen Darmstadt Dukes und seit ihrer Gründung (1999) Sponsorpartner des SV Darmstadt 98. 

## Kritik
Das Unternehmen wurde dafür kritisiert, dass lediglich neue Kunden reinen Ökostrom beziehen können und Bestandskunden teilweise immer noch Strom aus fossilen Quellen beziehen. Zudem ist das Unternehmen auch kein reiner Ökostrom-Anbieter. Der gesamte Konzernmix bestand 2022 zu 33,1 % aus Strom aus fossilen Energieträgern (2016: 12,2 %).
Im November 2016 wurde ein Wettbewerb ins Leben gerufen, um regionale Vereine zu fördern. Sieger wurde der muslimische Umweltschutzverein NourEnergy e.V. Der Preis wurde NourEnergy jedoch aberkannt, da aus den islamkritischen Netzwerken Vorwürfe laut wurden, NourEnergy habe Kontakt zu extremistischen Organisationen. Die Vorwürfe ließen sich nicht bestätigen, weshalb juristische Schritte angekündigt wurden. NourEnergy spricht von einer Verleumdungskampagne der islamophoben Szene. Entega bestätigte die Aberkennung, teilte aber mit, man wolle nur mit den Verantwortlichen von NourEnergy diesbezüglich kommunizieren.